# Acleris sparsana
Acleris sparsana là một loài bướm đêm thuộc họ Tortricidae. Nó được tìm thấy ở châu Âu.
Sải cánh dài 18–22 mm. Loài này bay từ tháng 6 đến tháng 5 năm sau.
Ấu trùng ban đầu sống dưới màng tơ dưới lá cây Fagus, Carpinus, Acer pseudoplatanus hoặc Acer campestre. Sau đó, nó cuộn một lá làm tổ kén để từ đó ăn các lá xung quanh. Quá trình tạo nhộng xảy ra trong lá, hoặc trong tổ kén nhẹ trên mặt đất. Con trưởng thành ngủ đông.

## Hình ảnh

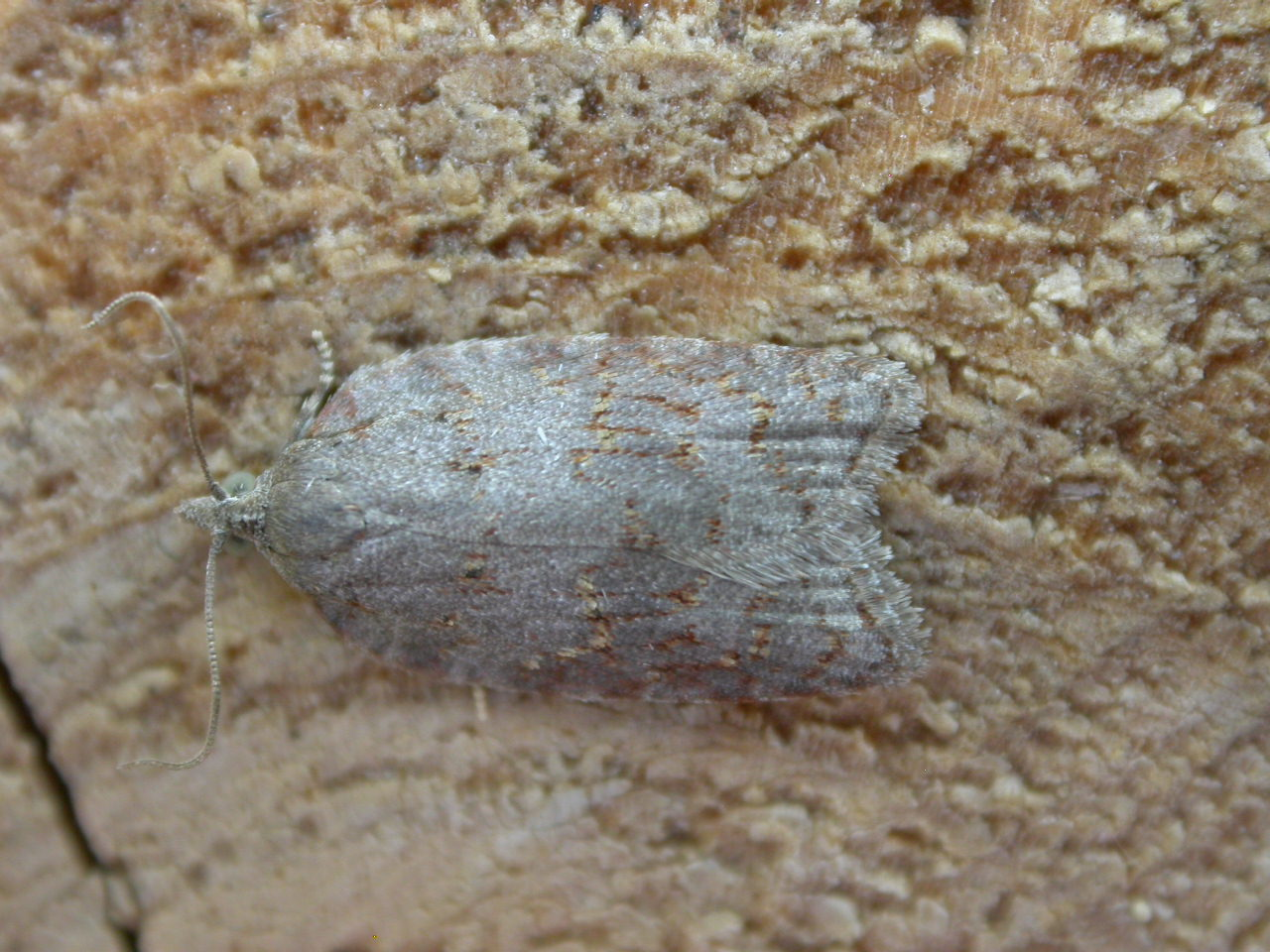
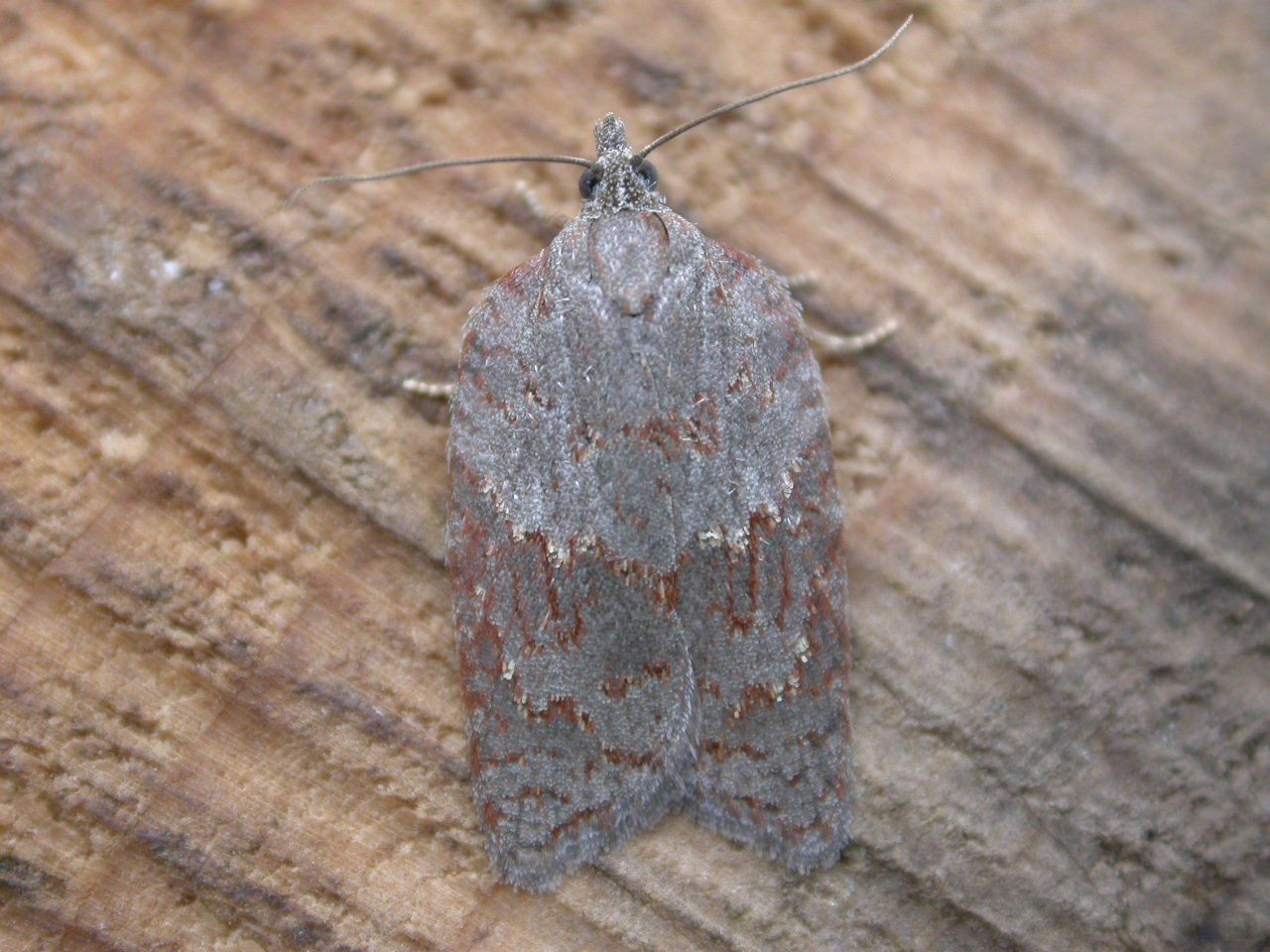
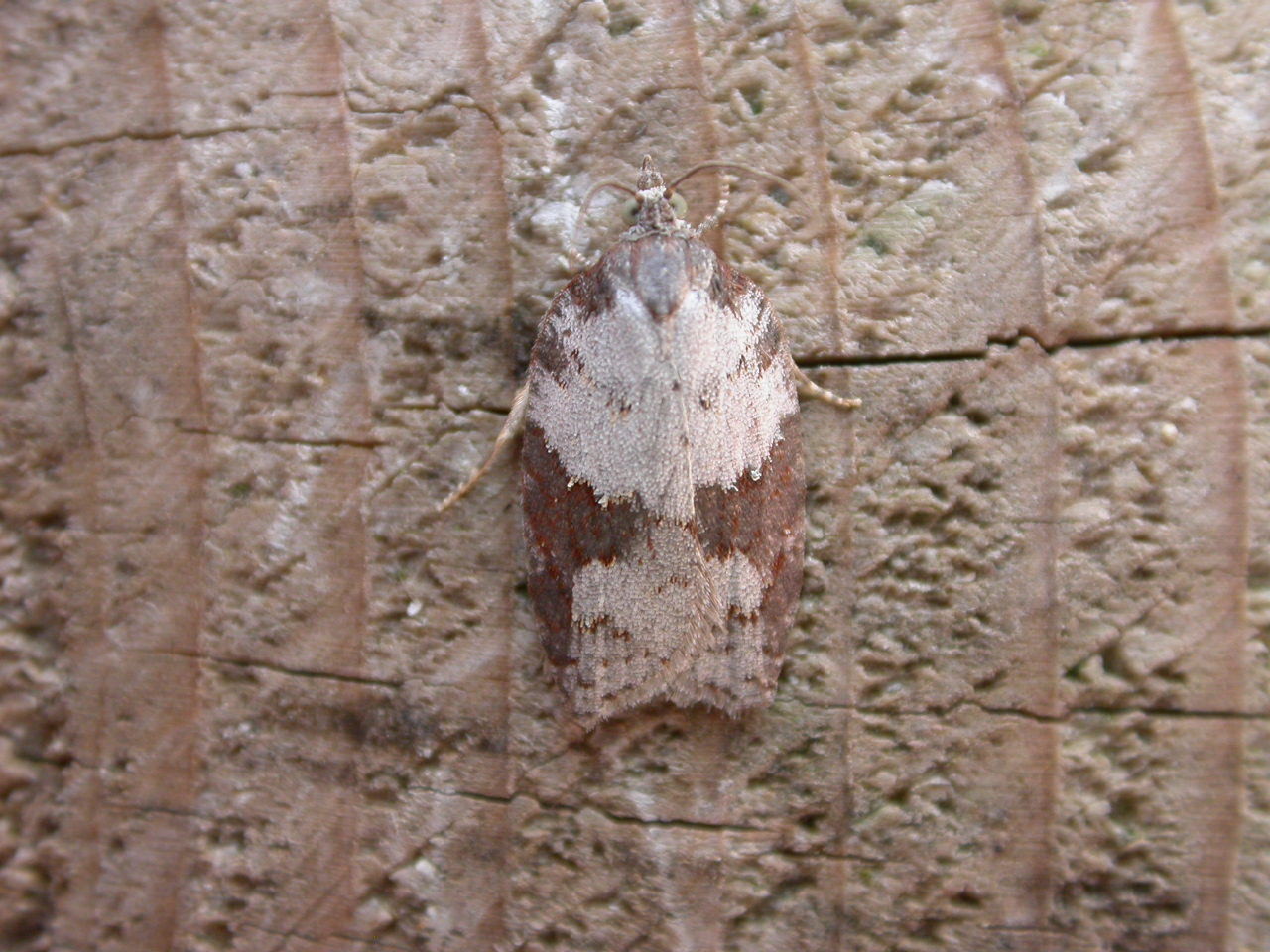
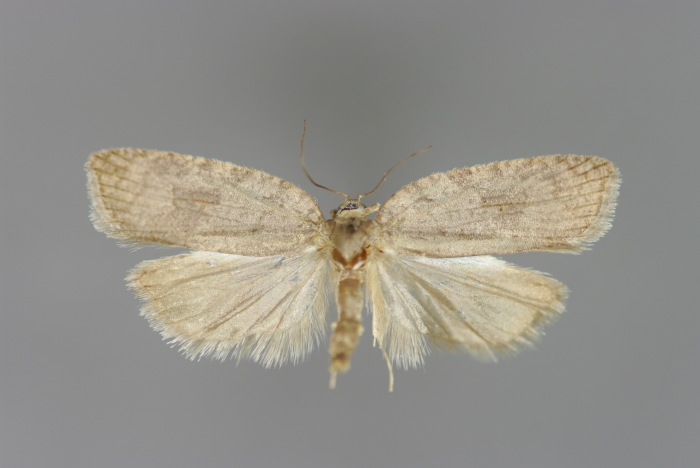